# قويدس

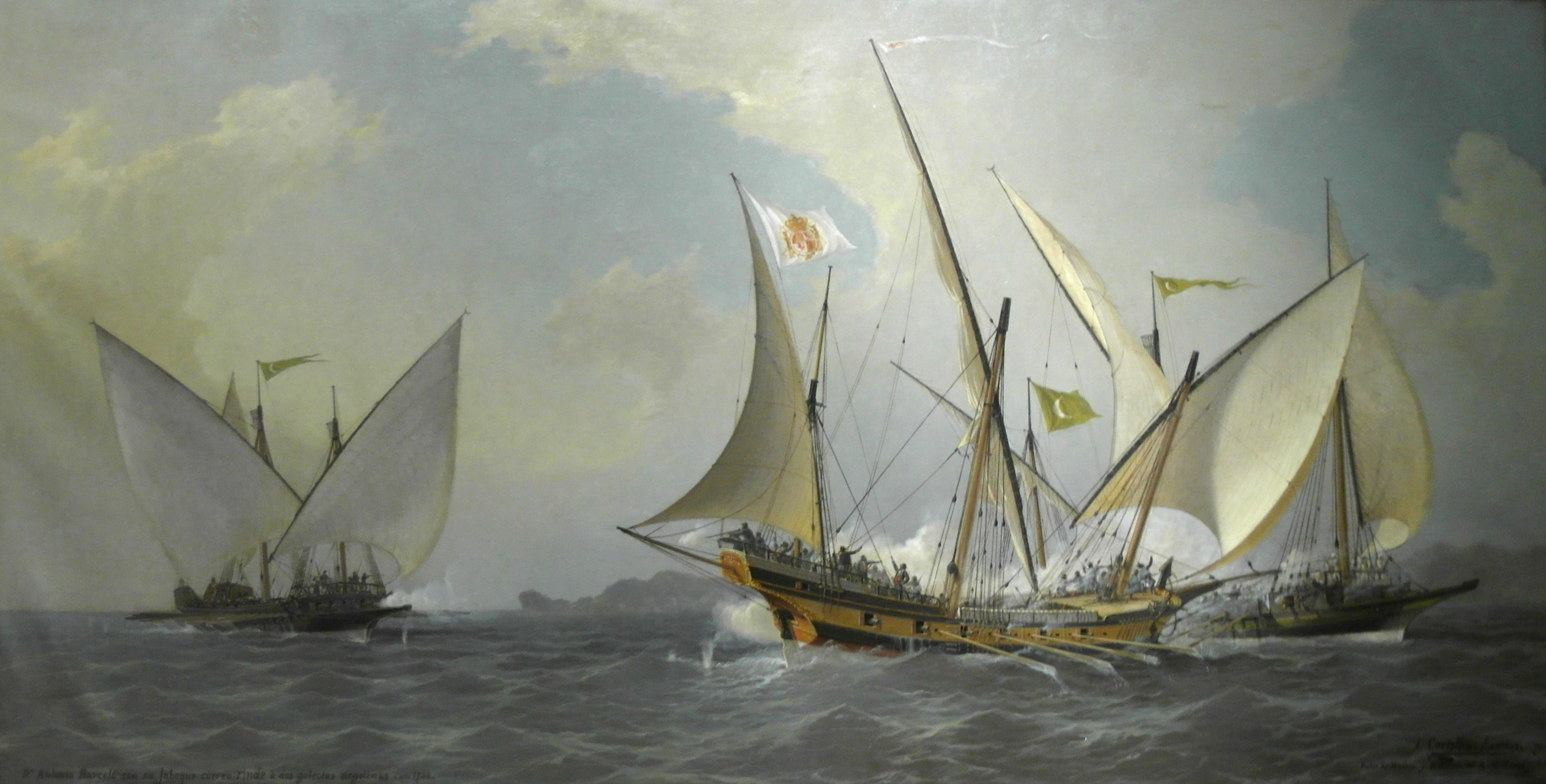
شَبَك إسباني (في الوسط) يهاجمه قويدسان جزائريان (1738)

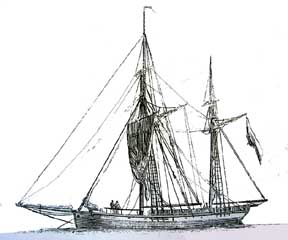
قويدس هولندي من معجم البحرية في ويلوميز في القرن السابع عشر

القويدس أو غاليوت، جاليوت أو قاليوت، كان قادسًا صغيرًا يقوده شراع أو مجاذيف. هناك ثلاثة أنواع مختلفة من القواديس البحرية التي أبحرت في بحار مختلفة.
القويدس كان نوعًا من القوارب النهرية الفرنسية ذات القاع المسطح أو الصنادل وأيضًا قارب ذو قاع مسطح مع شراع بسيط لنقل النبيذ.

## القوارب البحرية
- البحر الأبيض المتوسط (القرنان السادس عشر والسابع عشر)

تاريخيًا، كان القويدس نوعًا من السفن ذات المجاذيف، ويُعرف أيضًا باسم نصف قادس، ثم، من القرن السابع عشر فصاعدًا، سفينة ذات أشرعة ومجاديف. كما استخدمها الجهاد البحري ضد جمهورية البندقية، كان للقويدس صاريان وحوالي 16 زوجًا من المجاديف. تحمل السفن الحربية من هذا النوع عادةً ما بين مدفعين وعشرة مدافع من العيار الصغير، وما بين 50 و150 رجلاً. لقد كانت سفينة جهادية قويدس، بقيادة بربروس الأول، التي استولت على سفينتين بابويتين في عام 1504 
- بحر الشمال (القرنان السابع عشر والتاسع عشر)

كان القويدس نوعًا من السفن التجارية الهولندية أو الألمانية يتراوح وزنها من 20 إلى 400 طن، تشبه المركب، مع مقدمة مستديرة وخلفية مثل فلويت. كان للقويدس قيعان مسطحة تقريبًا للإبحار في المياه الضحلة. كانت هذه السفن مفضلة بشكل خاص للملاحة الساحلية في بحر الشمال وبحر البلطيق. لتجنب الإفراط في الفسحة ، أو الانحراف نحو الريح بسبب قيعانها المسطحة، كانت السفن الأصغر حجمًا مزودة عادةً . بعد عام 1830، تم تطوير نوع حديث من الجاليوت الذي يتميز بقوس أكثر وضوحًا يشبه المركب الشراعي . نادرًا ما تحتوي هذه السفن على ألواح جانحة للرياح. 
- السفن البحرية (القرنان السابع عشر والتاسع عشر)

القويدس (أو غاليوت) كان نوعًا فرنسيًا من السفن الحربية البحرية التي قد تحتوي على صاريين بأشرعة لاتين وطوق من المجاديف. قد يكون أيضًا صغيرًا نسبيًا مع صاري واحد فقط، ولا يزيد كثيرًا عن كونه شالوبًا كبيرًا.
قويدس القنابل هو مصطلح فرنسي يشير إلى القويدس المسلح بقذائف الهاون ويعمل كسفينة مقنبلة،  أي سفينة مسلحة لقصف الحصون الساحلية والبلدات وما شابه.

## قوارب القناة والنهر
- القويدس صندل تجره الخيول يتم سحبها على طول القنوات أو ضفاف الأنهار، والتي كانت شائعة في فرنسا من منتصف القرن السابع عشر حتى القرن التاسع عشر.

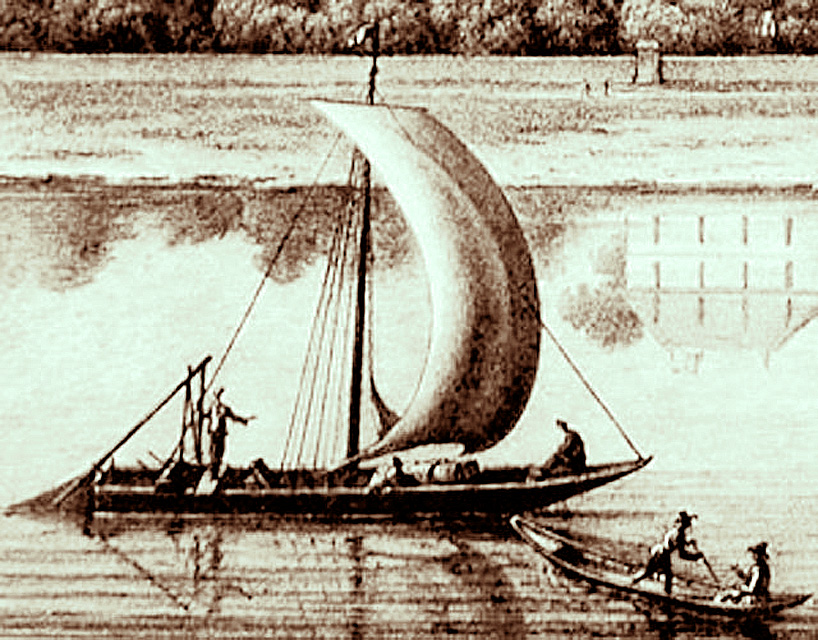
قويدس، أو سكوتي، ينقل النبيذ على نهر فرنسي خلال القرن الثامن عشر.

- القويدس، أو سكوتي، كان أيضًا نوعًا من القوارب ذات القاع المسطح مع شراع بسيط يسافر عبر الأنهار الفرنسية لنقل النبيذ في منطقة أنجو حتى Les Ponts-de-Cé . [4]

## أنظر أيضا
- قارب مسطح
- سفينة حربية

## اقتباسات
1. ↑  Carse (1959).
2. ↑  Jonas (1990),pp.38–39.
3. ↑  Winfield and Roberts (2015), p.41.
4. ↑  Poitrineau (1989), pp. 21-26.

## روابط خارجية
- صور لنموذج غاليوت بحر البلطيق عام 1738 صور عالية الدقة